# پاتریک یووت
پاتریک یووت  (به انگلیسی: Patrick Juvet؛ ۲۱ اوت ۱۹۵۰ – ۱ آوریل ۲۰۲۱)  خواننده، ترانه‌سرا و مدل سوئیسی بود.
او نمایندهٔ سوئیس در یوروویژن ۱۹۷۳ بود.

## مرگ
یووت در ۱ آوریل ۲۰۲۱، در سن ۷۰ سالگی بر اثر ایست قلبی درگذشت.